# Maurice Gallay
Maurice Gallay (Ginevra, 25 dicembre 1902 – 15 agosto 1982) è stato un calciatore francese, di ruolo centrocampista.

## Carriera

### Nazionale
Ha collezionato 13 presenze con la propria Nazionale.

## Palmarès
- Coppa di Francia: 2

Olympique Marsiglia: 1925-26, 1926-27